# Uvaria leandrii
Uvaria leandrii là loài thực vật có hoa thuộc họ Na. Loài này được Ghesq. ex Cavaco & Keraudren miêu tả khoa học đầu tiên năm 1957.